# Tabloid Junkie
«Tabloid Junkie» (с англ. — «Таблоидная дрянь») — песня американского автора-исполнителя Майкла Джексона, вошедшая в его девятый студийный альбом HIStory: Past, Present and Future, Book I (1995). Написана и спродюсирована Джексоном и дуэтом Джимми Джема и Терри Льюиса. Изначально должна была получить название «Tabloid Jungle». Как и ряд других песен с HIStory, «Tabloid Junkie» посвящена преследованию Джексона со стороны таблоидных СМИ. Несмотря на планы, в качестве сингла не выпускалась.

## Предыстория
Как и ряд других песен с HIStory: Past, Present and Future, Book I, «Tabloid Junkie» стала ответом на постоянные преследования Майкла Джексона таблоидными СМИ, распространяющих негативные сплетни о нём, в особенности во время обвинений в растлении малолетнего в 1993 году.
Ещё в конце 1980-х у СМИ и Джексона сложились непростые отношения. Так, в 1986 таблоиды распространили сплетни о том, что Джексон спит в кислородной барокамере, чтобы замедлить процесс старения. Когда Джексон купил домашнего шимпанзе Бабблза, СМИ расценили это как свидетельство его растущей оторванности от реальности. Кроме того, СМИ сообщали, что он намеревается купить кости «Человека-слона», что Джексон опроверг. Эти истории вылились в уничижительное прозвище «Чокнутый Джеко» («Wacko Jacko»), которое Джексон приобрёл в 1987 году и стал презирать. И если до этого момента некоторые истории вбрасывал сам Джексон, то теперь СМИ придумывали их самостоятельно. В ответ на все сплетни, в 1989 году Джексон выпустил песню «Leave Me Alone» («Оставьте меня в покое») и музыкальное видео на неё.
В августе 1993 года отношения между Джексоном и СМИ достигли точки кипения, когда певца обвинили в растлении малолетнего. На всём протяжении уголовного расследования он подвергался пристальному вниманию СМИ. СМИ в значительной степени изображали его виновным, использовали сенсационные заголовки, подразумевающие вину, которые не отражали истинное содержание статей, покупали истории о его преступной деятельности, произошла утечка материалов полицейского расследования, печатались нелестные фотографии Джексона.
Джексон начал принимать обезболивающие, чтобы справиться со стрессом от обвинений, выдвинутых против него. Когда он уехал из страны, чтобы пройти реабилитацию, СМИ не проявили к нему особого сочувствия.

## Особенности композиции
Джексон, работая над треком, хотел задействовать звуковые приёмы, аналогичные ранее использованным в альбоме Rhythm Nation 1814 (1989) своей сестры Джанет, в особенности в песне «The Knowledge». Однако позже отдал его на доработку продюсерскому дуэту Джимми Джема и Терри Льюиса. Основой финального трека стала их демозапись.
Песня начинается с голоса ведущего теленовостей, бездумно рассказывающего различные таблоидные сплетни о Джексоне, преподнося их как факт. На фоне его голоса начинается быстрый стук по клавиатуре, демонстрирующий, насколько быстро распространяются, копируются и потребляются новости. Появляются голоса других «журналистов», которые выливаются в полную какофонию, где они представлены звуками диких животных (песню изначально должны были назвать «Tabloid Jungle» («Таблоидные джунгли»)). «Speculate to break the one you hate» («Вы строите домыслы, чтобы сломать тех, кого ненавидите»), — начинает петь Джексон речитативом. Куплеты состоят из кратких рифм: «Circulate the lie you confiscate / Assassinate and mutilate / As the hounding media in hysteria» («Распространяете найденную ложь / Убиваете и калечите / Медийные ищейки, охваченные истерией»).
Вступает мелодия, начинается припев. В то время как куплеты адресованы к поставщикам скандальных материалов, в припеве певец обращается напрямую к слушателю, призывая не верить всему, что тот читает: «Just because you read it in a magazine / Or see it on the TV screen / Don't make it factual, actual» («То, что ты прочёл это в журнале / Или увидел на телеэкране, / Ещё не делает это фактом, правдой»). Между куплетами ведущий продолжает рассказывать сплетни, а Джексон призывает слушателя не верить им. Он называет журналистов «паразитами в чёрном и белом» («You're a parasite in black and white»), повторяя: «It's slander / You say it's not a sword / But with your pen you torture men / You'd crucify the Lord» («Это клевета; / Вы говорите, что это не орудие убийства, / Но своим пером вы мучаете людей / Вы бы и Господа распяли»).
«Tabloid Junkie» исполняется в тональности ми минор. Диапазон голоса Джексона составляет от C♭4 до D♭5. Темп песни умеренный, 111 bpm. Перкуссия построена на битбоксе Джексона.

## Выпуск и приём критиков
«Tabloid Junkie», наряду с «Money», планировалась к выпуску в качестве сингла, однако планы не осуществились. Песня стала одиннадцатым треком в студийном альбоме Джексона HIStory: Past, Present and Future, Book I, выпущенном в 1995 году. Ремикс на «Tabloid Junkie» мог появиться в альбоме ремиксов Blood on the Dance Floor: HIStory in the Mix (1997). Песня вошла в сетлисты ряда концертов-трибьютов Джексону: Michael Jackson: The Immortal World Tour, Michael Jackson: One и MJ the Musical. Вживую Джексон исполнил битбокс к «Tabloid Junkie» на интервью с Дайаной Сойер на телеканале ABC.
«Tabloid Junkie» получила в основном положительные отзывы от музыкальных критиков. Джеймс Хантер в своей статье для Rolling Stone назвал «Tabloid Junkie» и «Scream», другой трек из альбома, «двумя авантюрами Джимми Джема и Терри Льюиса», которые «работают полностью», описав трек как «гигантскую фанк-рок конструкцию» с «богатыми вокальными гармониями» и «выпаленными предупреждениями об иллюзиях медийной правды». Музыкальный критик Роберт Кристгау назвал «Tabloid Junkie» и «Smile» двумя лучшими треками альбома. Джим Фарбер из New York Daily News прокомментировал, что «Tabloid Junkie» звучит «как виртуальная сатира на звучание тяжёлых битов Джимми Джема и Терри Льюиса в 80-х».
Дэвид Браун из Entertainment Weekly отметил, что «Tabloid Junkie» «близка к совершенству, как ничто другое в альбоме», и описал припев как «самый захватывающий, самый запоминающийся рефрен за многие годы». Хотя Браун похвалил песню, он прокомментировал: «Остальная часть песни, однако, испорчена фальшивыми фрагментами из таблоидов и ТВ о его „жизни“, а в куплетах речь Джексона настолько немногословна (он не поёт, он бормочет), что текст практически стёрся. Получив прекрасную возможность, он отбросил её — впрочем, не в первый раз». Патрик Макдональд из Seattle Times написал, что «Tabloid Junkie» была «неискренней атакой на сенсационные новостные сюжеты» о Джексоне, отметив, что большинство историй были «подброшены» самим Джексоном.

## Участники записи
- Майкл Джексон — текст и музыка, продюсирование, вокал и бэк-вокал
- Джимми Джем и Терри Льюис — текст и музыка, продюсирование, клавишные, синтезаторы
- Брюс Сведен[англ.] — запись и сведение[28][29]